# Ghiacciaio Carryer
Il ghiacciaio Carryer è un ghiacciaio ricco di crepacci e lungo circa 22 km situato sulla costa di Oates, nella regione nord-occidentale della Dipendenza di Ross, in Antartide. In particolare, il ghiacciaio, il cui punto più alto si trova a circa 1200 m s.l.m., ha origine dal nevaio Edlin, nella parte occidentale della dorsale degli Esploratori, nella zona centrale dei monti Bowers, e da qui fluisce verso ovest fino ad unire il proprio flusso, a cui lungo il percorso si aggiunge quello del ghiacciaio Morley, a quello del ghiacciaio Rennick tra il monte Soza e il monte Gow.

## Storia
Il ghiacciaio Carryer è stato così battezzato dal reparto settentrionale della Spedizione neozelandese di ricognizione geologica in Antartide svolta nel 1963-64, in onore di S. J. Carryer, geologo facente parte della suddetta spedizione.